# Мастик Бич (Њујорк)
Мастик Бич (енгл. Mastic Beach) насељено је место без административног статуса у америчкој савезној држави Њујорк.

## Демографија
По попису из 2010. године број становника је 12.930, што је 1.387 (12,0%) становника више него 2000. године.
| Група             | 2000.         | 2010.         |
| Белци             | 9.388 (81,3%) | 9.251 (71,5%) |
| Афроамериканци    | 580 (5,0%)    | 1.234 (9,5%)  |
| Азијати           | 105 (0,9%)    | 191 (1,5%)    |
| Хиспаноамериканци | 1.222 (10,6%) | 2.019 (15,6%) |
| Укупно            | 11.543        | 12.930        |